# Сергеј Јесењин
Сергеј Александрович Јесењин (рус. Сергéй Алексáндрович Есéнин; Константиново, 3. октобар 1895 — Лењинград, 28. децембар 1925) је био руски песник, припадник књижевног правца имажинизма.
Најпознатије песме Јесењина су: Песма о керуши, Исповест мангупа, Молитва за умрле, Писмо мајци, Кафанска Москва и До виђења, друже мој, до виђења.
Јесењин важи за једног од најбољих и уједно најомиљенијих песника Русије. Због порекла са села, он је себе сматрао „песником села“, и у многим својим делима бавио се животом на селу.

## Биографија
Рођен је у селу Константиново у Рјазањском региону 3. октобра (21. септембра по старом календару) 1895. у сеоској породици, од оца Александра Никитича Јесењина (1873—1931), и мајке Татјане Фјодоровне Титове (1875—1955). Почео је да пише поезију са девет година. Године 1904. је пошао у Константиновску школу, после чијег завршетка 1909. почиње да студира у црквеној другоразредној учитељској школи (данас музеј С. А. Јесењина) у Спас-Клепикама. По завршетку школе, у јесен 1912. преселио се у Москву и почео да ради прво у месари, а затим као лектор у штампарији. Већ 1913. паралелно с послом похађа студије као „добровољни слушалац“ на Московском градском народном универзитету Шањавског, на историјско-филозофском одсеку. Дружи се интензивно са песницима Суриковског књижевно-музичког кружока.

### Песник
У дечијем часопису „Мирок“, 1914. су по први пут објављене песме Јесењина. Године 1915, преселио се у Санкт Петербург, где је упознао песнике Александра Блока, Сергеја Городецког, Николаја Кљујева и Андреја Белог, којима рецитује своје песме. Уз њихову помоћ, Јесењин је изградио своју поетику и постао познат у књижевним круговима.
У јануару 1916. Јесењин добија позив за Први светски рат и захваљујући залагањима другова, добија звање („с највишег врха“) болничара у Царскосеоском војно-болничком возу бр. 143 Њеног Височанства Царице Александре Фјодоровне. У то време се зближио с групом „Новосеоских песника“ и издао прву збирку („Радуница“ — 1916), која га је учинила веома познатим.
Заједно с Николајем Кљујевим често наступа, између осталог пред царицом Александром Фјодоровном и њеним ћеркама у Царском Селу.
Од 1915—1917 се дружи с песником Леонидом Канегисером, који је касније убио председника Петроградске комисије за ванредне ситуације Мојсеја Урицког.
У периоду бављења Јесењина имажинизмом, изашло је неколико збирки песама — „Трерјадница“, „Исповест хулигана“ (оба — 1921), „Песме кавгаџије“ (1923), „Москва кафанска“ (1924), поема „Пугачов“.
Песник је 1921. са својим другом Јаковом Бљумкиним путовао у Средњу Азију, посетио Урал и Оренбург. Од 13. маја до 3. јуна гостовао је у Ташкенту код друга и песника Александра Ширјајевца. Тамо је Јесењин неколико пута наступао пред публиком и рецитовао песме на поетским вечерима. По речима очевидаца, Јесењин је волео да седи у старом граду и слуша узбекистанску поезију и музику. У возу, којим је путовао, он је и живео све време свог боравка у Ташкенту, затим је тим возом путовао у Самарканд, Бухару и Полторацк (данашњи Ашхабад). 3. јуна 1921. Сергеј одлази из Ташкента и 9. јуна 1921. се враћа у Москву. Стицајем околности, већи део живота ћерка песника, Татјана, проживела је у Ташкенту.
Почетком 1920-их година Јесењин се активно бавио књижевно-издавачком делатношћу, а такође продајом књига у изнајмљеној књижари у Великој Никитској улици, што му је одузимало много времена. Последње године живота је много путовао по земљи. Три пута је посетио Кавказ, неколико пута је био у Лењинграду, седам пута — у Константинову.
Од 1924. до 1925. је посетио Азербејџан, дао збирку песама на штампање. „Црвени исток“, се штампао у месној штампарији. Постоји верзија о томе, да је управо тамо, у мају 1925. била написана „Посланица јеванђелисту Демјану“.
Године 1924. Јесењин је решио да напусти имажинизам због несугласица са А. Б. Маријенхофом. Јесењин и Иван Грузинов су објавили отворено писмо о распуштању групе.
У новинама су почели да се појављују веома критички чланци о њему, који су га оптуживали за алкохолизам, вандализам по хотелским собама, свађе и друге антисоцијалне поступке, иако је песник и сам својим понашањем (посебно последњих година живота) понекад давао основ за те критике. Против Јесењина је било подигнуто неколико кривичних пријава због хулиганства; познато је такође и дело "Дело четырёх поэтов", у вези с кривицом Јесењина и његових другова за антисемитске изјаве.
Совјетска власт се „бринула“ за његово здравствено стање, па тако у писму Христијана Раковског Феликсу Дзержинском од 25. октобра 1925. Раковски моли „да се спаси живот познатог песника — несумњиво најталентованијег у нашем Савезу“, предлажући: „позовите га к себи, и пошаљите заједно с њим у санаторијум друга, који му не би дозвољавао пијанчење…“.
Крајем новембра 1925. Софија Толстаја се договорила с директором психонеуролошке клинике Московског универзитета, професором Ганушкиним о хоспитализацији песника у његову клинику. О томе је знало само неколико блиских људи. 21. децембра 1925. он напушта клинику, узима са штедне књижице скоро сав новац и за дан одлази у Лењинград, где одседа у соби бр. 5 хотела „Англетер“.
У Лењинграду последње дане живота Јесењина обележавају сусрети са Кљујевим, Г. Ф. Устиновим, Иваном Приблудним, В. И. Ерлихом, И. И. Садофјевим, Н. Н. Никитиним и другима.

### Приватни живот

#### Потомци уСрбији
Године 1913. се Сергеј упознаје са Аном Романовном Изрјадновом, која је радила као лектор у штампарији „Друштва И. Д. Ситина“, где је Јесењин почео да ради. Неко време су се забављали и почели да живе заједно. Већ 21. децембра 1914. је Ана Изрјаднова родила сина, по имену Јуриј. Он је био најмистичнији, од све Јесењинове деце, јер је био ванбрачно дете, Ана се и после Јесењинове смрти борила по судовима да докаже да је дете његово, што је и доказала. Совјетске власти су Јурија Јесењина стрељале по лажној кривици 1937. али то није доказано, јер се тада прикривала цела истина о породици Јесењин. Недавно су се појавили докази да праунук Јурија, а чукунунук Сергеја, живи у Србији, јер је Јуриј пребегао за Југославију, када је сазнао да ће бити стрељан.

#### Бракови и деца
Године 1917. се упознао, а 4. јула исте године и венчао у селу Кирики-Улита са глумицом Зинаидом Рајх, руском глумицом, будућом женом режисера Всеволода Мејерхолда. Венчање Сергеја и Зинаиде се одржало 30. јуна 1917. у цркви Кирика и Јулите, а свадба у згради хотела «Пасаж». Из тог брака се родила ћерка Татјана (1918—1992), новинар и списатељица, и син Константин (1920—1986) — грађевински инжењер, фудбалски статистичар и новинар. Крајем 1919. (или почетком 1920), Јесењин напушта породицу, а у рукама трудне Зинаиде (са сином Константином), остаје једноипогодишња ћерка Татјана. 19. фебруара 1921. песник је поднео захтев за развод брака, у ком се обавезао материјално да их обезбеђује. Касније је Јесењин често посећивао своју децу, коју је усвојио Мејерхолд.
Године 1920. живи код своје секретарице Галине Бениславске. Током живота више пута се с њом виђа, а живи код ње, скоро до женидбе са Софијом Толстој 1925.
У јесен 1921. у радионици Г. Б. Јакулова, Јесењин се упознаје с америчком плесачицом Исидором Данкан, коју је за 6 месеци и оженио, и био с њом у браку од 1922. до 1923. После свадбе је с њом путовао на турнеје по Европи (Немачка, Француска, Белгија, Италија) и у САД (4 месеца), где се налазио од маја 1922. до августа 1923. Необично је било то да он није говорио стране језике, док она је знала само неколико десетина речи руског. Обично, описујући тај „савез“, аутори наглашавају његову љубавно-скандалну страну, јер су та два уметника, несумњиво, зближили и односе стваралаштва. Брак са Исидором није дуго трајао, тако да се у августу 1923. вратио у Москву.
Године 1923. Јесењин се упознаје са глумицом Августом Миклашевском, којој је он посветио седам необично интимних песама из циклуса „Љубав хулигана“. У једном од стихова, шифровано наводи име глумице: „Што ми тако име твоје звони, као августовска свежина (рус. Что ж так имя твоё звенит, Словно августовская прохлада?)“. У јесен 1976, када је глумици било већ 85 година, у разговору с књижевним научницима, Августа је признала, да је романса с Јесењином била платонска, и да се с њим чак никада није ни пољубила.
Дана 12. маја 1924. Јесењин је добио сина Александра Волпина, после романсе са песникињом и преводиоцем Надеждом Волпин. Касније је Александар постао познати математичар и дисидент.
Дана 18. септембра 1925. Јесењин се оженио трећи (и последњи) пут — Софијом Андрејевном Толстој (1900—1957), унуком Лава Толстоја, која је тада била шеф библиотеке Савеза писаца. Тај брак му такође није донео среће и ускоро се распао. После смрти песника, Софија је посветила свој живот сакупљању, чувању, опису и припреми за штампу дела Јесењина, оставила мемоаре о њему.

### Смрт
Дана 28. децембра 1925. Јесењина су пронашли мртвог у лењинградском хотелу „Англетер“. Последња његова песма, била је До виђења, друже мој, до виђења (рус. До свиданья, друг мой, до свиданья…). По сведочењу Волфа Ерлиха, папир где је Сергеј написао ову песму, предао му је он лично уочи смрти. Јесењин му се жалио да у соби нема мастила, и да је морао да пише својом крвљу.
После комеморације у Савезу песника у Лењинграду, тело Јесењина било је превезено возом у Москву, где је такође био организован опроштај са учешћем родбине и пријатеља покојника. Сахрањен је 31. децембра 1925. у Москви на познатом Вагањковском гробљу.

#### Намештено самоубиство
На самом почетку, Јесењин је подржавао Октобарску револуцију, међутим касније се разочарао њеним последицама, што ће и његов живот довести у опасност. Велики број његових дела био је забрањен у Совјетском Савезу, нарочито у време Стаљина.
У периоду од 1970. до 1980, појавиле су се сумње о убиству песника са исценираним самоубиством (за организацију убиства оптужена је власт Совјетског Савеза). Акт на разраду те верзије донео је истражни судија Московског криминалистичког одсека милиције, пуковник у оставци, Едуард Хлисталов. Верзија о убиству Јесењина процурела је у медије, у уметничкој форми је представљена у ТВ серији „Јесењин“ (2005).
Године 1989. под окриљем Института светске књижевности „А. М. Горки“ Руске Академије Наука, сачињена је комисија под руководством совјетског и руског „јесењинолога“ Јурија Прокушева. По њеној молби, спроведен је низ експертиза, које су довеле до закључка, да је „читава верзија о убиству измишљена, како би се укаљала част нашег неприкосновеног Савеза“.
После распада Совјетског Савеза, 90-их година 20. века, сумња, која је до тада постојала, да је то било заправо убиство по налогу агената званичне власти, ипак се испоставила као истинита. Истраживања из 2009. године показала су да је самоубиство младог песника исценирано, што доказују криминалистички експерименти о убиству песника Сергеја Јесењина.
Имао је 30 година. Галина Бениславскаја убила се на Јесењиновом гробу годину дана касније.

## Поезија
Од првих збирки поезије („Радуница“, 1916; „Сеоски часослов“, 1918) иступио је као префињени лирик, мајстор дубоко психологизованог пејзажа, певач сеоске Русије, познавалац народног језика и народне душе. Од 1919—1923. сачињава групу имажиниста. Трагичко доживљавање света и душевна сметеност изражени су у циклусима „Кобыльи корабли“ (1920) и „Кафанска Москва“ (1924) и у поеми „Црни човек“ (1925). У поеми „Балада о двадесетшесторици“ (1924), посвећеној бакинским комесарима, збирци „Рус Совјетска“ (1925) и поеми „Ана Сњегина“ (1925), Јесењин стреми да достигне „комуном приморану Рус“, иако је наставио да се осећа песником „Русије одлазеће“, „златне избе“.

### Тематика стваралаштва
Из писама Јесењина 1911—1913 осликава се сложени живот песника у развитку, његово духовно сазревање. Све то, нашло је одраз у поетском свету његове лирике 1910—1913, када је написао више од 60 песама и поема. Овде су изражени његова љубав према свему живом, према животу, отаџбини. На тај начин, песнику посебно побуђује осећања околна природа („Изаткан на језеру пурпурна светлост зоре…“, „Бреза“, „Пролећно вече“, „Ноћ“, „Излазак сунца“, „Пева зима — јауче…“, „Звезде“, „Тамна мала ноћ, не да да се спије…“ и др.).
Од првих, пак, стихова, поезију Јесењина чине теме завичаја и револуције. Од јануара 1914. песме Јесењина се појављују у штампи („Бреза“, „Ковач“ и др). Поетски свет постаје сложенији, а значајно место у њему почињу да заузимају библијски обрасци и хришћански мотиви.
На почетку 1916. излази из штампе прва књига Јесењина „Радуница“. У називу, садржини већег дела песама (1910—1915) и у њиховом одабиру види се зависност Јесењина од расположења и укуса публике.
Стваралаштво Јесењина 1914—1917. постаје сложено и противуречно („Микола“, „Јегориј“, „Рус“, „Марфа Посадница“, „Брк“, „Исус-младенац“, „Плаветнило“ и др. песме). У тим делима је представљена његова поетска концепција света и човека. Основа Јесењинове песничке инспирације је „изба“ (Сеоска дрвена кућа), са свим њеним атрибутима. У књизи „Кључеви Марије“ (1918), песник пише: „Изба простољудна — то је симбол схватања и односа према свету, које су разрадили још пре њега његови преци, који су далеки свет потчинили себи упоређивањем ствари њихових огњишта“. Избе, окружене двориштима, ограђене плотом од прућа и „повезане“ једна с другом путем или стазом, образују село. А село, ограничено околицом (оградом од прућа), заправо и јесте Јесењинова Русија, која је одсечена од великог света шумама и мочварама.
| „ | Не видать конца и края, Только синь сосёт глаза… | ” |

Касније је он говорио: „Замолио бих читаоце да се односе према свим мојим Исусима, Божјим мајкама и Миколама, као према нечему бајковитом у поезији“. Херој лирике се моли „земљи која се дими“, „на пурпурној зори“, и поклања се отаџбини: „Моја лирика, — говорио је касније Јесењин, — живи једном великом љубављу, љубављу према отаџбини. Осећање завичаја — основно је у мом стваралаштву“.
У поетском свету Јесењина пре револуције, Русија је многолика: „замишљена и нежна“, смирена и бунтовна, ништавна и весела. У песми „Ниси ти у мог бога веровала…“ (1916), песник зове Русију — „принцезу поспану“, која се налази „на магловитом брду“, ка „веселој вери“, којој је сада привржен он сам. У песми „тучи с ожереба…“ (1916) песник буквално предсказује револуцију — „преображење“ Русије кроз „муке и крст“, и грађански рат.
И на земљи и на небу, он супротставља само добре и зле, „чисте“ и „нечисте“. Заједно с Богом и његовим слугама, небесним и земаљским, код Јесењина од 1914—1918. делује могућа „нечистоћа“: шумска, водена и домаћа. Зла судбина, како је мислио песник, дотакла се и његове отаџбине, и положила свој печат на њен облик:
| „ | Ниси ти у мог бога веровала, Русијо, отаџбино моја! Ти си, као чаробница, даљине мерила, И био сам, као посинак твој, ја. | ” |

Али и у те, предреволуционарне године, песник је веровао у то, да ће зачарани круг бити разорен. Веровао је, јер је сматрао све „уском родбином“: значи, треба да наступи такво време, када ће сви људи постати „браћа“.

### Познате песме
- Бреза (1913)
- Јесен (1914)
- Песма о керуши (1915)
- Мангуп (1919)
- Исповест мангупа (1920)
- Ја сам последњи песник села (1920)
- Молитва за умрле (1920)
- Не жалим, не зовем, не плачем (1921)
- Пугачов (1921)
- Писмо мајци (1924)
- Кафанска Москва (1924)
- Ко сам, шта сам? (1925)
- Ана Сњегина (1925)
- Снежно поље (1925)
- Црни човек (1925)
- Качаловљевом псу (1925)
- До виђења, друже мој, до виђења (1925)
- Ти ме не волиш (1925)

## Публикације

### За живота
1916:
- С. А. Јесењин, Радуница. — Петроград: Издавач М. В. Аверјанов

1918:
- С. А. Јесењин, Исус-младенац. — Петроград
- С. А. Јесењин, Плаветнило. — Москва
- С. А. Јесењин, Радуница. — друго издање — Москва
- С. А. Јесењин, Сеоски часослов. — Москва
- С. А. Јесењин, Преображење. — Москва

1920:
- С. А. Јесењин, Плаветнило. — друго издање — Москва
- С. А. Јесењин, Кључеви Марије. — Москва
- С. А. Јесењин, Русејањ. - Москва: Аљциона
- С. А. Јесењин, Трерјадница. - Москва: Злак
- С. А. Јесењин, Триптих. Поеме. — Берлин: Скифы
- С. А. Јесењин, Россия и Инония. — Берлин: Скифы

1921:
- С. А. Јесењин, Исповест хулигана. — Москва
- С. А. Јесењин, Ражани коњи. - Москва: Аљциона
- С. А. Јесењин, Преображење. — друго издање — Москва: Имажинисти
- С. А. Јесењин, Трерјадница. — друго издање — Москва: Имажинисти
- С. А. Јесењин, Радуница. — 3-е изд. — Москва: Имажинисти
- С. А. Јесењин, Пугачов. — Москва: Имажинисти

1922:
- С. А. Јесењин, Аутобиографија // Савремено обозрение: Часопис новог типа (Књижевност — уметност — живот). — Петроград: Издавач «Ars». (Прва публикација аутобиографије Сергеја Јесењина у Русији за живота).
- С. А. Јесењин, Пугачов. — друго издање — Петроград: Ељзевир
- С. А. Јесењин, Пугачов. — треће издање — Берлин: Руско универзално издаваштво
- С. А. Јесењин, Изабрана дела. — Москва: Госиздат
- С. А. Јесењин, Сабране песме и поеме. - Москва — Том 1. — Берлин
- S. Esenin, Confession d’un voyou. — Paris (превод на француски: Франц Еленс и Марија Милославска)

1923:
- С. А. Јесењин, Песме кавгаџије. — Берлин: Издавач И. Т. Благов.

Године 1924,
- С. А. Јесењин, Кафанска Москва. — Л., 1924. — 44 с.
- С. А. Јесењин, Песме (1920—24). — Москва: Круг
- С. А. Јесењин, Русија совјетска. — Баку: Бакински радник

1925:
- С. А. Јесењин, Земља совјетска. — Тифлис: Совјетски Кавказ
- С. А. Јесењин, Песма о великом походу. — Москва: Госиздат
- С. А. Јесењин, О Русији и револуцији. — Москва: Современная Россия
- С. А. Јесењин, Брезин циц. — Москва: Госиздат, 1925. — 100 с.
- С. А. Јесењин, Изабране песме. — Москва: Огонек, 1925. — 44 с.
- С. А. Јесењин, Персидски мотиви. — Москва: Современная Россия

### Међународне
- С. А. Јесењин, Ана Сњегина. Поема / Издање на 12 језика (руски, енглески, српски, бугарски, мађарски, италијански, немачки, румунски, словеначки, словачки, хрватски, чешки). — Москва: Центар књиге ВГБИЛ, М. И. Рудомино, 2010

### Други о песнику
- Н. Виноградска, Како је живео Јесењин. — Л.: Огонек, 1926. — 36 с.
- Н. Бухарин, Зле забелешке. — Москва, ГИЗ, 1927. — 20 с.
- А. Маријенхоф, Роман без лажи. - Л.: 1928.
- В. Белоусов, Сергеј Јесењин. Књижевна хроника. Том 1. (1895—1920). — Москва: Сов. Россия, 1969.
- В. Белоусов, Сергеј Јесењин. Књижевна хроника. Том 2. (1921—1925). — Москва: Сов. Россия, 1970.
- Јесењин и савременост. Зборник. — Москва: Современник, 1975. — 406 с.
- П. Епифанов Двобој при месечевој светлости. Још једном о духовном свету поезије Сергеја Јесењина // Крила голубова : Алманах. — 2007. — № 1. — С. 50—79.
- О. Лекманов, М. Свердлов, Сергеј Јесењин: Биографија. — Москва: Астрељ, Corpus. 2011.  978-5-271-34953-9.
- А. М. Марченко, Јесењин: Пут и беспуће. — Москва: Астрељ, 2012.
- Сергеј Александрович Јесењин / Саставио С. Куњајев. Москва: Русскiй Мiръ, Жизнь и мысль, — 736 с., ил. — (Русскiй Мiръ в лицах). — 5000 экз. 2013.  978-5-8455-0136-3.

## ТВ остварења
| Година | Земља                            | Назив                       | Режисер           | Сергеј Јесењин   |
| ------ | -------------------------------- | --------------------------- | ----------------- | ---------------- |
| 1968.  | Уједињено Краљевство · Француска | «Исидора» (филм)            | Карел Рајш        | Звонимир Чрнко   |
| 1969.  | СССР                             | «Ана Сњегина» (филм-опера)  | Виктор Серков     | Виталиј Безруков |
| 1971.  | СССР                             | «Певај песму, песниче»      | Сергеј Урусевски  | Сергеј Никоненко |
| 2004.  | Русија                           | «Златна глава на губилишту» | Семјон Рјабиков   | Дмитриј Муљар    |
| 2005.  | Русија                           | «Јесењин» ТВ серија»        | Игор Зајцев       | Сергеј Безруков  |
| 2007.  | Русија                           | «Јаруга»                    | Марина Разбежкина | Сергеј Уманов    |

## Сећање
- Државни музеј-споменик културе С. А. Јесењина у селу Константиново
- Московски државни музеј Сергеја Јесењина
- Музеј Јесењина у Спас-Клепикама
- Парк Јесењина у Невском рајону Санкт Петербурга.
- Народни музеј С. А. Јесењина у Вороњежу (отворен 3. октобра 2011. г.)[18]
- Рјазањски државни универзитет С. А. Јесењина
- Међународна књижевна награда Сергеја Јесењина «О Русијо, махни крилима…», коју је основао Савез писаца Русије и Национални Фонд развоја културе и туризма.
- Експрес Москва — Рјазањ «Сергеј Јесењин»
- Дом-музеј Сергеја Јесењина и улица граду Мардакан (Баку, Азербејџан)
- Дом-музеј Сергеја Јесењина у граду Ташкент (улица Кари-Нијазова, 20, станица «Дархан»)

У 2013-ој години, име Јесењина носи 610 тргова и улица у градовима и селима Русије

## Занимљивости
Позната југословенска рок група Болеро, снимила је песму где спомиње овог руског песника под називом — «О Јесењину».

## Споменици
Споменици песнику постоје у многим градовима Русије, али и света. Међу познатијима су споменик у Белгороду (у улици С. Јесењина), 2 споменика на Тверском булевару и Булевару Јесењина у Москви, у Рјазању на кремљовској обали, у селу Константиново, у Вороњежу, Краснодару, Ташкенту, и Черкеску, као и два у Тавричком врту и Јесењиновој улици у Санкт Петербургу. Затим спомен-плоча у Ростову на Дону, и бисте на Авенији Фридриха Енгелса у граду Иванову и у градовима Спас-Клепике и Орјол
- Споменик Јесењину у Санкт Петербургу

## У филателији
- Поштанске марке СССР
- Истакнути руски песник,
 1958, 40 копејки
- Марка, посвећена С. А. Јесењину, 1975, 6 копејки

### Видео
- Болеро, О Јесењину